# Germade (parroquia)
Germade (llamada oficialmente Santa María de Xermade) es una parroquia y una aldea española del municipio de Germade, en la provincia de Lugo, Galicia.

## Organización territorial
La parroquia está formada por veinte entidades de población, constando diecisiete de ellas en el nomenclátor del Instituto Nacional de Estadística español:
- A Gloria
- A Pena
- Arangón
- A Ribeira
- As Carballeiras
- As Casas Novas
- As Cavadas
- As Folgueiras
- A Silva
- As Parrugueiras
- Castiñeiras
- O Camiño
- O Fraixo
- O Pedreiro
- O Portosilva (Portosilva)
- O Seixido
- O Sixto (O Sisto)
- O Vilariño (Vilariño)
- Roubín
- Xermade

## Demografía

### Parroquia
| Gráfica de evolución demográfica de Germade (parroquia) entre 2000 y 2019 |
|                                                                           |
| Datos según el nomenclátor publicado por el INE.                          |

### Aldea
| Gráfica de evolución demográfica de Xermade (aldea) entre 2000 y 2019 |
|                                                                       |
| Datos según el nomenclátor publicado por el INE.                      |